# Língua tanacross

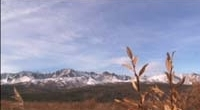
Montanha Tanacross

'Tanacross (ou Tanana Transicional) é uma língua Atabascana em perigo de extinção e é falada por menos de 60 pessoas no leste interior do Alasca.

## Fonologia
Tanacross é um dos quatro idiomas atabascanos falados no Alasca que apresentam tons.. Os outros são Gwichʼin, Han e Alto Tanana. Tanacross é a única língua atabascana do Alasca a exibir tom alto como reflexo da constrição proto-atabascana.

### Vogais
|         | Anterior | Central | Posterior |
| ------- | -------- | ------- | --------- |
| Fechada | i        |         | u         |
| Medial  | e        | ə       | o         |
| Baxa    |          | a       |           |

As vogais {[IPA | i}},  e,  a, e  u podem se distinguir por extensão indicada na ortografia pela duplicação da vogal. A vogal reduzida é indicada pela letra ⟨ e⟩. Assim, a ortografia prática não distingue  e curta de  ə.
As vogais podem ser marcadas para tons alto (á), crescente (ǎ), decrescente (â) ou extra-alto (á́). O tom baixo não  é marcado.

### Consoantes
As consoante s da ortografia prática de Tanacross são mostradas abaixo. Essa ortografia prática segue convenções Atabascanas padrão, em particular, as ocusivas e africadas são agrupados fonologicamente. Além disso, oclusivas não são indicadas pelo uso na maior parte das vezes de símbolos IPA para consoantes sonoras, enquanto consoantes aspiradas surdas são indicadas usando os símbolos IPA para consoantes também sonoras. Note que na posição de sílaba final a distinção não aspirada / aspirada reverte para uma distinção sonora / sonora, fornecendo mais motivação para a escolha de símbolos na ortografia prática.
|                    |              | Labial | Alveolar | Alveolar  | Dental     | Lateral   | Palatal   | Velar   | Glotal |  |
| ------------------ | ------------ | ------ | -------- | --------- | ---------- | --------- | --------- | ------- | ------ |  |
| Oclusiva/ Africada | não aspirada |        | d [t]    | dz [t͜s]   | ddh [t͜θ]   | dl [t͜ɬ]   | j [t͜ʃ]    | g [k]   | ' [ʔ]  |  |
| Oclusiva/ Africada | aspirada     |        | t [tʰ]   | ts [t͜sʰ]  | tth [t͜θʰ]  | tl [t͜ɬʰ]  | ch [t͜ʃʰ]  | k [kʰ]  |        |  |
| Oclusiva/ Africada | ejetiva      |        | t' [tʼ]  | ts' [t͜sʼ] | tth' [t͜θʼ] | tl' [t͜ɬʼ] | ch' [t͜ʃʼ] | k' [kʼ] |        |  |
| Fricativa          | voiced       |        |          | z [z]     | dh [ð]     | l [l]     |           | gh [ɣ]  |        |  |
| Fricativa          | semi-fortis* |        |          | s [z̥]     | th [ð̥]     | ł [ɮ̊]     | sh [ʒ̊]    | x [ɣ̊]   |        |  |
| Fricativa          | lenis        |        |          | s [s]     | th [θ]     | ł [ɬ]     | sh [ʃ]    | x [x]   | h [h]  |  |
| sonorante          | sonora       | m [m]  | n [n]    |           |            |           | y [j]     |         |        |  |
| sonorante          | lenis        |        | nh [n̥]   |           |            |           | yh [j̊]    |         |        |  |

### Fricativas semi-sonoras
Uma das características distintivas do Tanacross é a presença da chamada consoante fricativa semi-sonora um tipo único de segmento que parece começar quase sem voz e transitar para totalmente expressa. Acusticamente, as fricativas semi-sonoras são caracterizadas por menor intensidade de fricção de alta frequência.  Fricativas semi-sonoras ocorrem na posição inicial da haste em vez de fricativas totalmente expressas. Apesar de serem essencialmente alofônicas, as variantes das fricativas com voz, as fricativas semi-sonoras são indicadas na ortografia prática por meio de um sublinhado sob o segmento sem voz correspondente.
| łii     | 'cão'               |
| shłǐig' | 'meu cão' (listenⓘ) |

## Frases
- Nts’é t’ínt’eh? = Como tu estás?
- Nts’é t’áht’eh? = Como vocês estão?
- Ihsᶙᶙ =Eu estou bem
- Tsín’ęę = Obrigado
- Tsíná’ęę = Muito obrigado